# Clavelina kottae
Clavelina kottae är en sjöpungsart som först beskrevs av C.S. Millar 1960.  Clavelina kottae ingår i släktet Clavelina och familjen klungsjöpungar. Inga underarter finns listade i Catalogue of Life.